# Torneo WTA de Stuttgart 2022
El Porsche Tennis Grand Prix de 2022 fue un torneo de tenis jugado en canchas de arcilla bajo techo. Se trató de la 44.ª edición de este torneo, y fue parte del WTA tour 2022. Tuvo lugar en el Porsche Arena de Stuttgart (Alemania) del 18 al 24 de abril de 2022.

## Distribución de puntos
| Modalidad           | Campeona | Finalista | Semifinales | Cuartos de final | 2ª ronda | 1ª ronda | Clasificadas | 2ª ronda de clasificación | 1ª ronda de clasificación |
| Individual femenino | 470      | 305       | 185         | 100              | 55       | 1        | 25           | 13                        | 1                         |
| Dobles femenino     | 470      | 305       | 185         | 100              | 1        | -        | -            | -                         |                           |

## Cabezas de serie

### Individuales femenino
| Tenista           | Ranking | Preclasificada |
| Iga Świątek       | 1       | 1              |
| Paula Badosa      | 3       | 2              |
| Aryna Sabalenka   | 4       | 3              |
| María Sákkari     | 5       | 4              |
| Anett Kontaveit   | 6       | 5              |
| Karolína Plíšková | 7       | 6              |
| Ons Jabeur        | 9       | 7              |
| Emma Raducanu     | 12      | 8              |

- Ranking del 11 de abril del 2022.[2]

### Dobles femenino
| Tenista                         | Ranking | Preclasificada |
| Coco Gauff Shuai Zhang          | 15      | 1              |
| Desirae Krawczyk Demi Schuurs   | 40      | 2              |
| Liudmila Kichenok Storm Sanders | 53      | 3              |
| Shuko Aoyama Hao-ching Chan     | 64      | 4              |

## Campeones

### Individual femenino
Iga Świątek venció a  Aryna Sabalenka por 6-2, 6-2

### Dobles femenino
Desirae Krawczyk /  Demi Schuurs vencieron a  Cori Gauff /  Shuai Zhang por 6-3, 6-4